# CSK VVS Samara (football)
Maillots
Le CSK VVS Samara est un club russe de football féminin basé à Samara.

## Histoire
Le club est quadruple champion de Russie (1993, 1994, 1996 et 2001) et vainqueur de la Coupe de Russie en 1994. Il compte une seule apparition en Coupe d'Europe, lors de la Coupe féminine de l'UEFA 2002-2003 ; le club est éliminé en quarts de finale par Arsenal. 

## Palmarès
- Championnat de Russie
  - Champion : 1993, 1994, 1996 et 2001
  - Vice-champion : 1992, 1995, 1996, 1998

- Coupe de Russie
  - Vainqueur : 1994
  - Finaliste : 1995, 1996 et 2002